# Фридерик Бауман
Фридерик Бауман (Baumann Fryderyk; 1765/1770, Мітава, нині Латвія — 1845, Переворськ, нині Польща) — архітектор і скульптор-декоратор в період класицизму і романтизму. Освіту отримав у Варшаві й Берліні. Працював у Ланьцуті (Польща), разом з сином Антоні Бауманом (1809—1895), який був майстер-штукатур, реставратор інтер'єрів Ланьцутського замку та автором спогадів про Ланьцут. З 1817 р. працював у Львові, де залишився на постійне місце проживання. Збудував для себе будинок на Личакові.

## Діяльність
Проектував разом з Христіаном Петером Айгнером інтер'єри Ланьцутського замку, а саме бальну залу (1800), оранжерею (1798—1802) та велику класичну їдальню (1802—1805).
Здійснив реставрацію на пл. Ринок Палацу Корнякта № 6 (1793) та Кам'яниці Бернатовичівської (Ю. Калиновського) № 8 (40-і роки).
За власними проектами були перебудовані: Палац Холоневських (1818—1820), Палац Бесядецьких (20-30-і роки, а саме Білий зал, Жовтий кабінет та Червоний покій), Палац Сєменських-Левицьких (1849), Палац Целецьких, Палац Мірів.
Спроектував фасади: Палацу Уруських в с. Верхня Білка (1820), садибного будинку в с. Йосипівка біля Олеська.
Зробив оздоблення фасаду кам'яниці № 12 на вул. Шевській (бл. 1817—1826). Був архітектором будинку № 20 на вул. Коперника (20-і роки).
Виконав оформлення інтер'єрів та перебудову фасаду Оссолінеуму на вул. В. Стефаника № 3 (1828—1833).
Можливо, є автором декоративного оздоблення театру Скарбека, палацу Камелло, палацу Страхоцьких під м. Мостиськами (20-30-і роки). Виконав кілька пам'ятників на Личаківському цвинтарі.

## Світлини

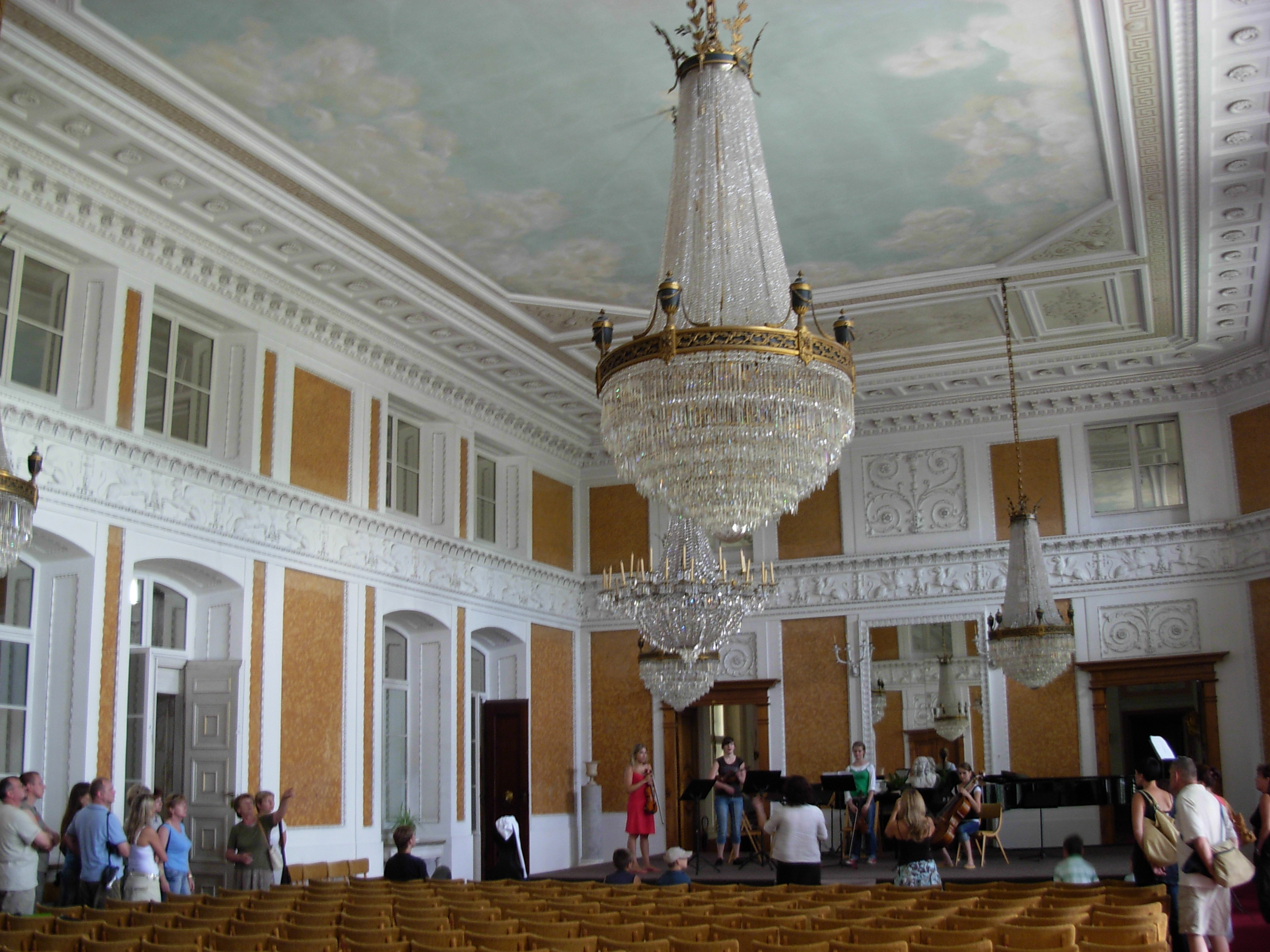
проектував інтер'єри Ланьцутського замку
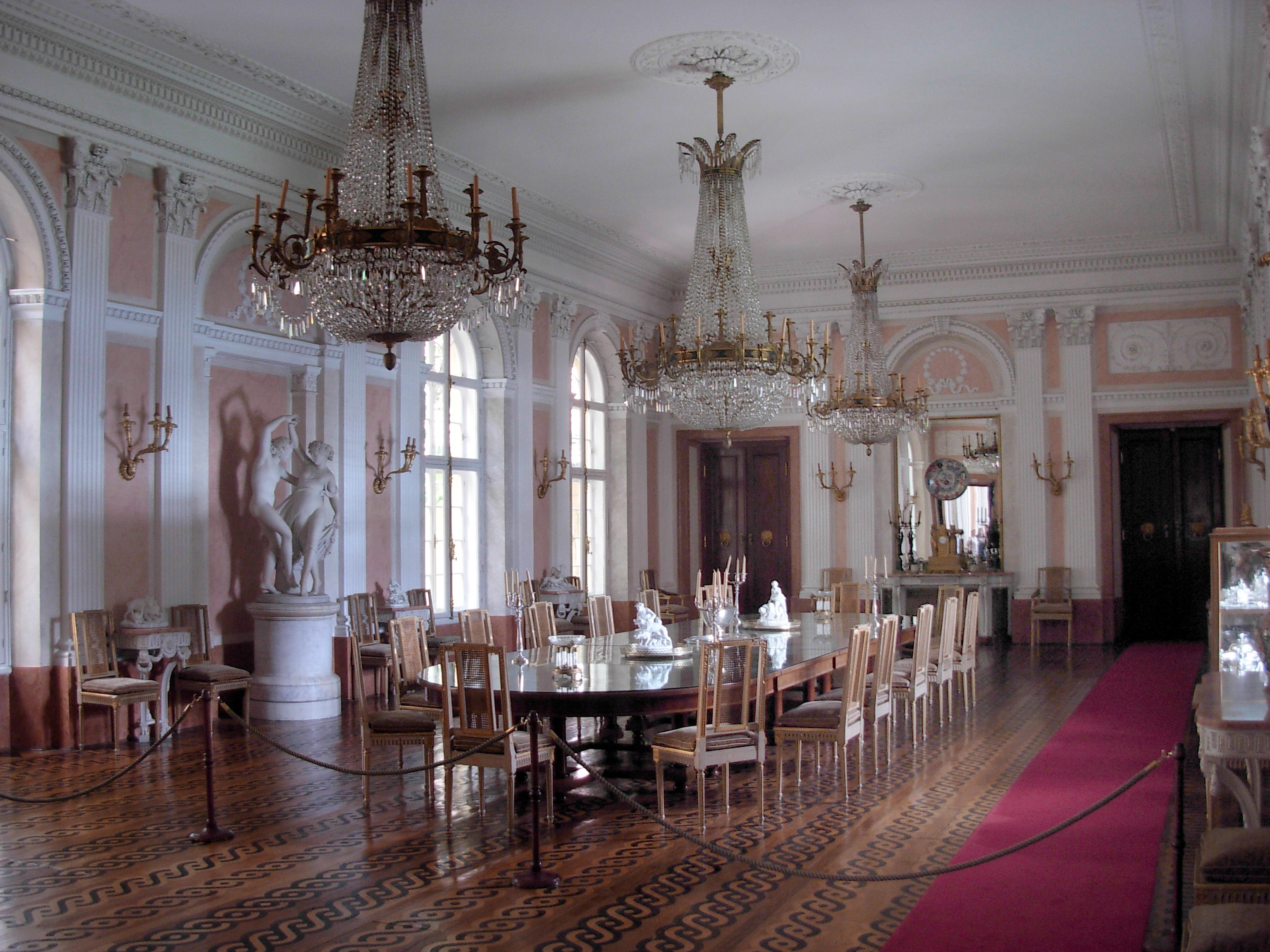
проектував інтер'єри Ланьцутського замку
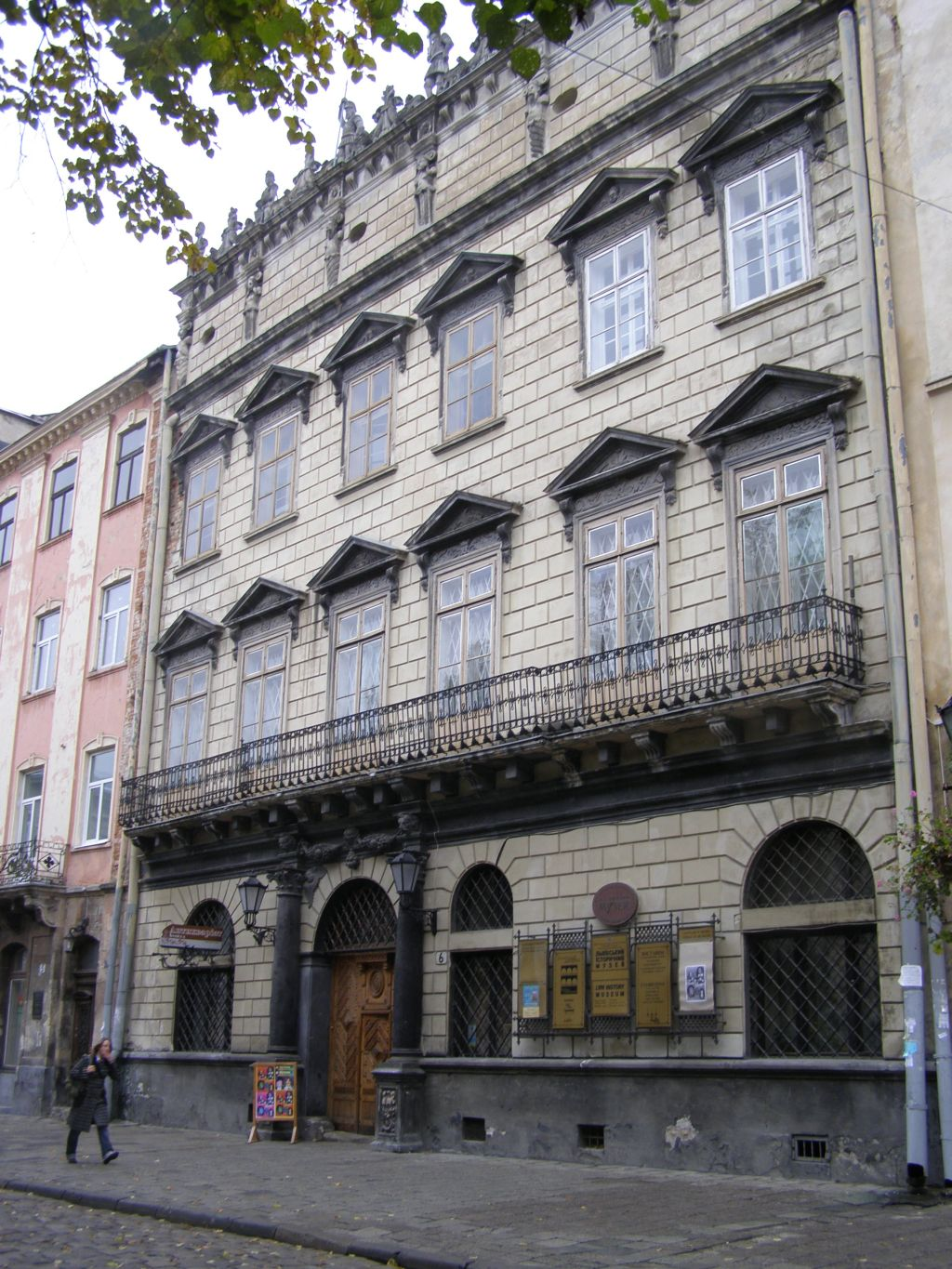
Палац Корнякта
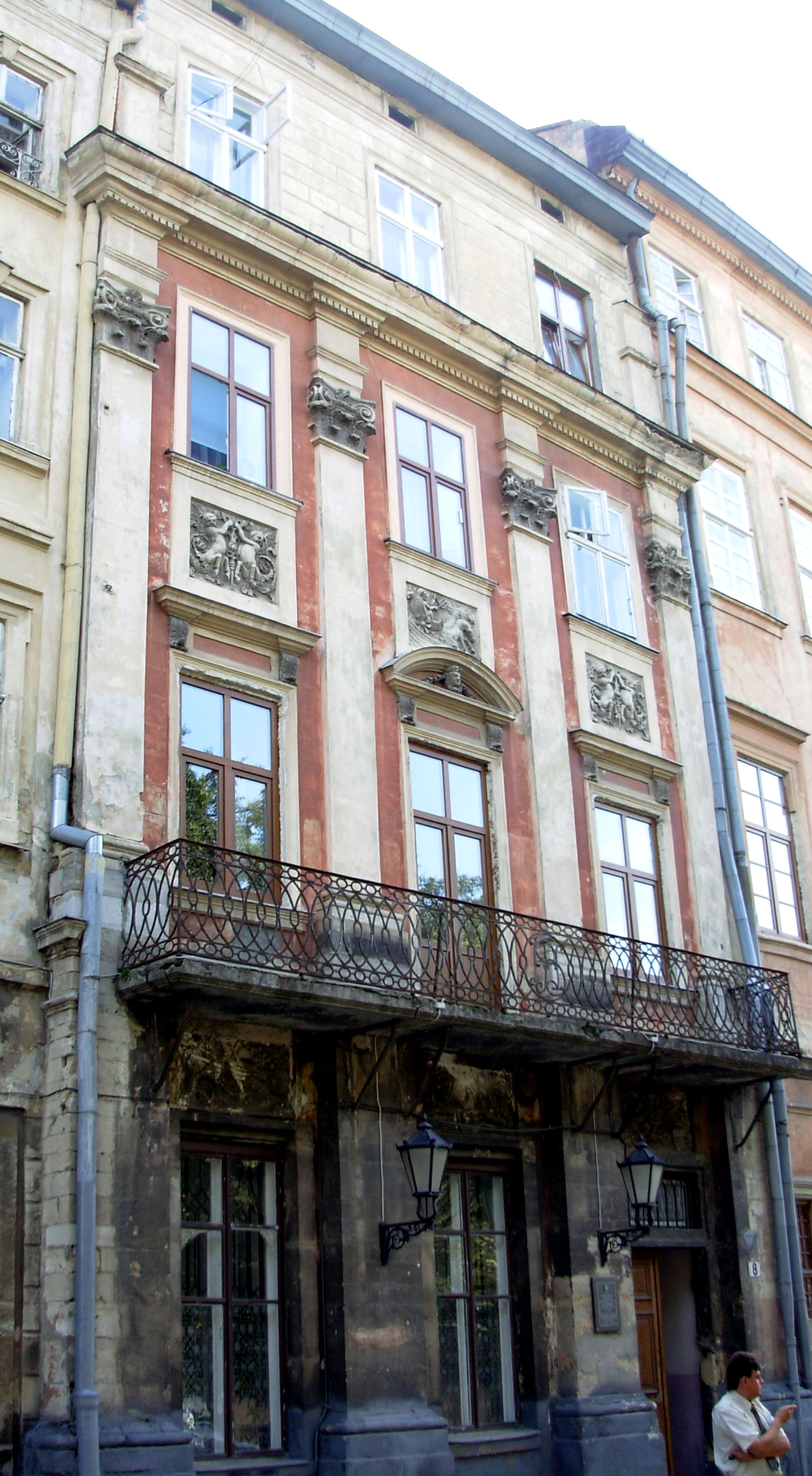
Кам'яниця Бернатовичівська
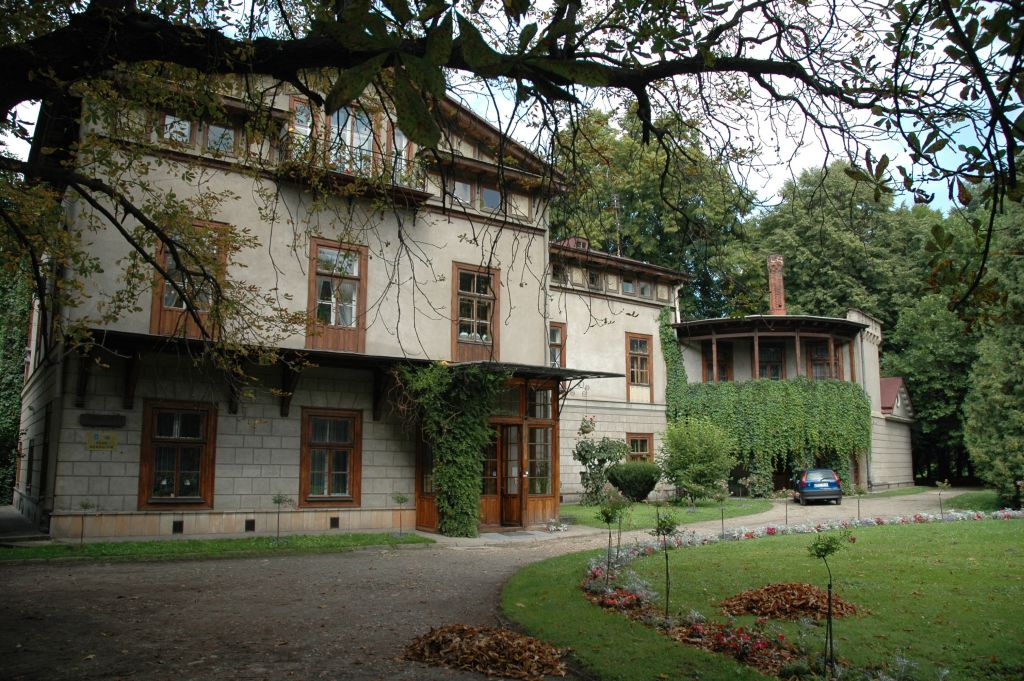
проектував інтер'єри палацу